# Carla Peterson

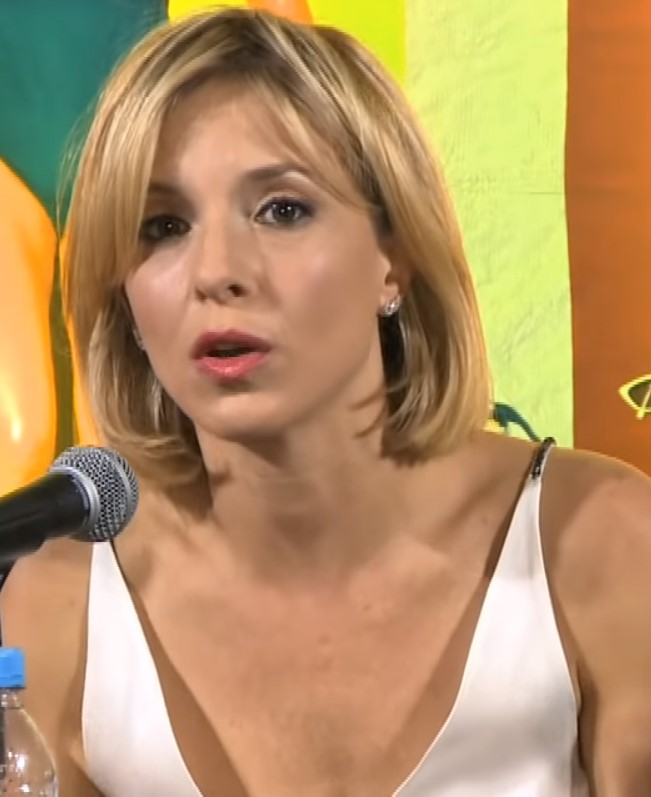
Carla Peterson (2014)

Carla Peterson (* 6. April 1974 in Córdoba) ist eine argentinische Schauspielerin.

## Leben
Carla Peterson wurde 1974 in Córdoba geboren. Carla Peterson ist die Tochter eines Kommodore der argentinischen Luftwaffe und einer Anwältin. Ihr Vater war schwedischer Abstammung und ihre Mutter Italienischer .
Peterson ist mit dem Ökonom und Politiker Martín Lousteau verheiratet. 
1992 hatte Peterson mit 19 Folgen in der Fernsehserie Princesa ihr Fernsehdebüt. Sie war 1999 bis 2000 in der Fernsehserie Verano del '98 zu sehen. 2008 hatte sie ihre erste Filmrolle in La ventana. Ihr Schaffen für Film und Fernsehen umfasst mehr als 45 Produktionen.

## Filmografie
- 1992: Princesa (Fernsehserie, 19 Folgen)
- 1994: Aprender a volar (Fernsehserie, 2 Folgen)
- 1994–1995: Montaña rusa (Fernsehserie, 468 Folgen)
- 1996: La nena (Fernsehserie, 120 Folgen)
- 1997: Naranja y media (Fernsehserie, 39 Folgen)
- 1998: Te quiero, te quiero (Fernsehserie, 3 Folgen)
- 1998: Ojitos verdes (Fernsehserie, 39 Folgen)
- 1998: La nocturna (Fernsehserie, 3 Folgen)
- 1999–2000: Verano del '98 (Fernsehserie, 473 Folgen)
- 2001: Enamorarte (Fernsehserie, 129 Folgen)
- 2002–2004: Son amores (Fernsehserie, 394 Folgen)
- 2004: Los pensionados (Fernsehserie, 115 Folgen)
- 2004: La niñera (Fernsehserie, 81 Folgen)
- 2005: Mujeres Asesinas (Fernsehserie, eine Folge)
- 2005: Amarte asi (Amarte así, Fernsehserie, 119 Folgen)
- 2006–2007: Sos mi vida (Fernsehserie, 231 Folgen)
- 2007–2008: Lalola (Fernsehserie, 78 Folgen)
- 2008: La ventana
- 2008–2009: Los exitosos Pells (Fernsehserie, 158 Folgen)
- 2010: Plumíferos – Aventuras voladoras (Plumíferos, Sprechrolle)
- 2010: El mural
- 2010: Un año para recordar (Fernsehserie, 8 Folgen)
- 2011: Medianeras
- 2012: 2 + 2 (Dos más dos)
- 2012: Tiempos Compulsivos (Miniserie, 12 Folgen)
- 2013: Huella Ecológica (Miniserie)
- 2013: En terapia (Fernsehserie, 7 Folgen)
- 2014: Las Insoladas – Sonnenstiche (Las insoladas)
- 2014–2015: Guapas (Fernsehserie, 173 Folgen)
- 2015: Dispuesto a todo
- 2016: Una noche de amor
- 2016: Inseparables
- 2016: Educando a Nina (Fernsehserie, 6 Folgen)
- 2017: Mamá se fue de viaje
- 2018: Recreo
- 2018: Animal: Das Tier in dir (Animal)
- 2018: 100 días para enamorarse (Fernsehserie, 124 Folgen)
- 2019: J Mena: Se acabó
- 2020: Beinahe glücklich (Casi feliz, Fernsehserie, eine Folge)
- 2021: 100 días para enamorarnos (Fernsehserie, 4 Folgen)
- 2021: Paartherapie mal anders (Terapia alternativa, Fernsehserie, 10 Folgen)
- 2022: El Gerente
- 2023: Blondi
- 2023: No Me Rompan